# Javi Martínez
Javier „Javi” Martínez Aginaga (pronunțat [ˈxaβi marˈtineθ aɣiˈnaɣa]) (n. 2 septembrie 1988, Estella, Navarra, Spania) este un fotbalist spaniol liber de contract, care joacă pe post de mijlocaș defensiv sau fundaș central. Pe plan internațional, are prezențe la națională pentru Spania U17⁠(d), Spania U-19⁠(d), Spania U-21, Spania U23⁠(d), Spania, Spania⁠(d) și Țara Bascilor..

## Palmares

### Club
Athletic Bilbao
- UEFA Europa League: Vice-campion 2011–12
- Copa del Rey: Vice-campion 2008–09, 2011–12
- Supercopa de España: Vice-campion 2009

Bayern München
- Bundesliga: 2012–13, 2013–14, 2014–15, 2015–16, 2016–17, 2017–18
- DFB-Pokal: 2012–13, 2013–14, 2015–16
- DFL-Supercup: 2016, 2017, 2018
- UEFA Champions League: 2012–13
- UEFA Super Cup: 2013
- FIFA Club World Cup: 2013

### Țară
- Spania:
  - Campionatul Mondial de Fotbal: 2010

- Spania U19:
  - Campionatul European U-19: 2007

### Individual
- Don Balón Award - Cel mai bun jucător în La Liga: 2010